# シルエロ・カブラル
シルエロ・カブラル（Ciruelo Cabral 「椰子の木のカブラル」 1963年7月20日 - ）、本名グスターヴォ・カブラル（Gustavo Cabral）は、アルゼンチンのファンタジーイラストレーターである。特にドラゴンを得意とする。
シルエロはブエノスアイレスに生まれた。先天的に色覚異常があったが、それを物ともせず13歳でフェルナンド・ファデル美術学校（Instituto Fernando Fader）に入学し正式に勉強を始めた。18歳でグラフィック広告会社でイラストレーターとして働き始め、すぐに漫画の表紙を担当するようになる。1987年にスペインのバルセロナへ転居し、ファンタジーを専門とする出版社「Timun Mas」でファンタジー書の表紙や挿絵を描いた。
カブラルは活動範囲を広げ、アメリカ合衆国、ドイツ、スペインを含む世界中の企業で仕事をするようになる。ジョージ・ルーカスの三部作『Chronicles of the Shadow War』（バンタム・ブックス）の表紙を手がけ、スティーヴ・ヴァイの『The Seventh Song』などのCDジャケットや、『PLAYBOY』『ヘビーメタル・マガジン』などの雑誌表紙なども担当した。『マジック:ザ・ギャザリング』のカードイラストでもカブラルの作品を見ることができる。
シルエロ・カブラルは主にアクリル絵具と油彩を用いるが、他にも数々の技法を駆使し、その中には彼独特の技法・命名である、岩に描く「petropictos」（文字通り「岩の絵」）も含まれる。『The Book of the Dragon』 (1990)、『Ciruelo』 (1990)、『Luz, the Art of Ciruelo』 (1997)、『Magia, the Ciruelo Sketchbook』 (2000)の4冊の画集がある。

## 外部リンク

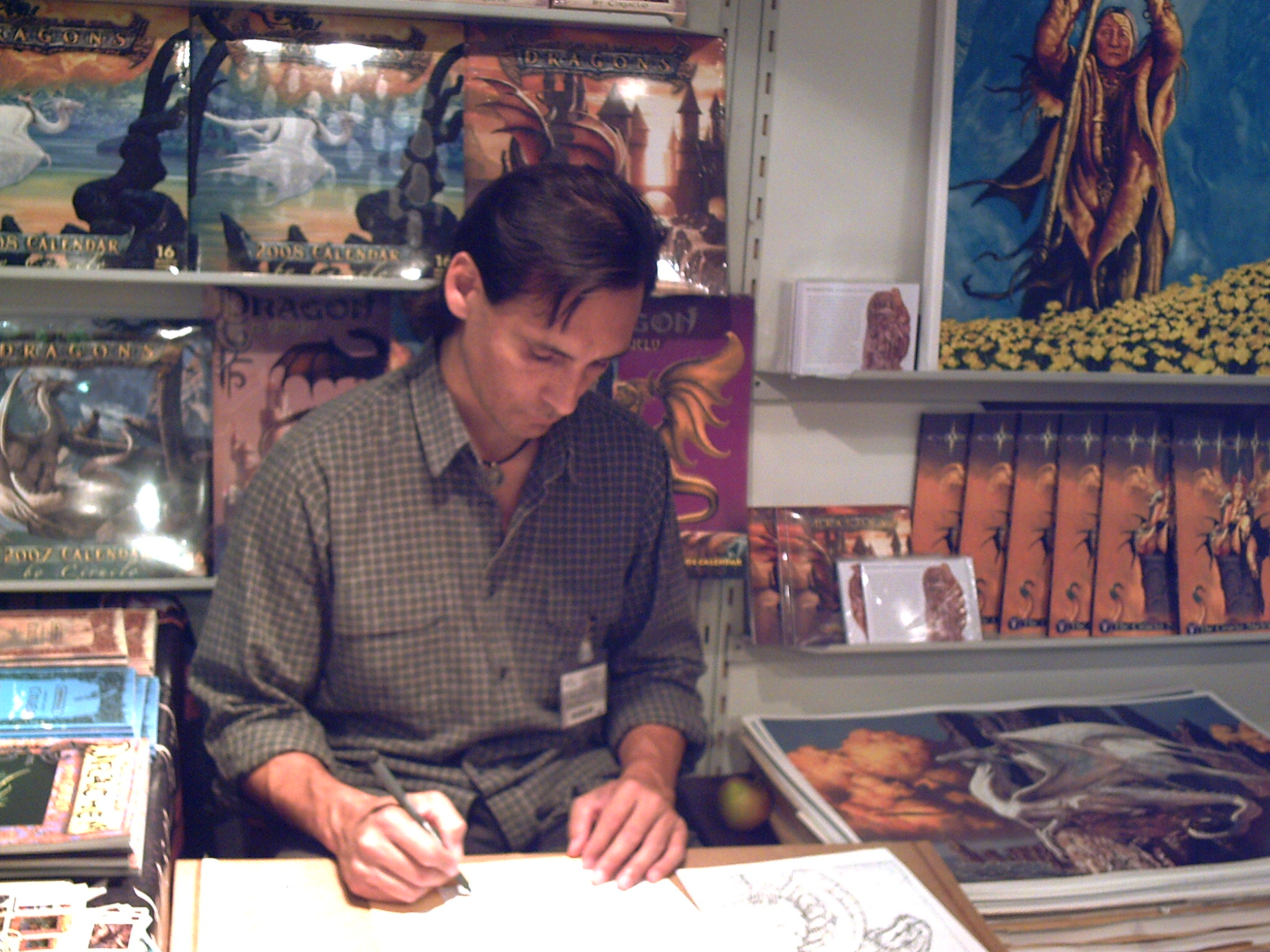
フランクフルト・ブックフェアでイラストを描きサインをするシルエロ